# Mikkel Elbjørn
Mikkel Elbjørn Larsen (* 15. August 1989) ist ein dänischer Badmintonspieler. 

## Karriere
Mikkel Elbjørn gewann bei den dänischen Nachwuchsmeisterschaften mehrere nationale Titel und erkämpfte sich auch Edelmetall bei den Junioreneuropameisterschaften. Bei den Erwachsenen wurde er sowohl bei den Czech International 2009, den Dutch International 2010 und den Denmark International 2011 Zweiter im Herrendoppel mit Christian Skovgaard. 

## Sportliche Erfolge
| Saison    | Veranstaltung                                    | Disziplin    | Platz | Name                                                                    |
| --------- | ------------------------------------------------ | ------------ | ----- | ----------------------------------------------------------------------- |
| 2003/2004 | Dänemark: Einzelmeisterschaften der Junioren U15 | Mixed        | 1     | Kamilla Hermansen, Esbjerg / Mikkel Elbjørn, Kastrup-Magleby            |
| 2003/2004 | Dänemark: Einzelmeisterschaften der Junioren U15 | Herrendoppel | 1     | Martin Baats, Vorup / Mikkel Elbjørn, Kastrup-Magleby                   |
| 2005/2006 | Dänemark: Einzelmeisterschaften der Junioren U17 | Mixed        | 1     | Mikkel Elbjørn Larsen, Kastrup / Lærke Folsted, Vendsyssel              |
| 2006/2007 | Dänemark: Einzelmeisterschaften der Junioren U19 | Mixed        | 1     | Mikkel Elbjørn-Larsen, KMB / Maja Bech, Højbjerg                        |
| 2007      | Junioren-Europameisterschaft                     | Mixed        | 3     | Mikkel Elbjørn / Maja Bech                                              |
| 2007/2008 | Dänemark: Einzelmeisterschaften der Junioren U19 | Mixed        | 1     | Maria Helsbøl, Værløse / Mikkel Elbjørn Larsen, Kastrup KMB             |
| 2007/2008 | Dänemark: Einzelmeisterschaften der Junioren U19 | Herrendoppel | 1     | Mikkel Elbjørn Larsen, Kastrup KMB / Anders Skaarup Rasmussen, Højbjerg |
| 2009      | Czech International                              | Herrendoppel | 2     | Mikkel Elbjørn / Christian Skovgaard                                    |
| 2010      | Dutch International                              | Herrendoppel | 2     | Mikkel Elbjørn / Christian Skovgaard                                    |
| 2011      | Denmark International                            | Herrendoppel | 2     | Mikkel Elbjørn / Christian Skovgaard                                    |